# Barragem Tabatinga

## Barragem Tabatinga
A Barragem Tabatinga está localizada no município de Macaíba, estado do Rio Grande do Norte, a 14 km de Natal(Capital do Rio Grande do Norte), com investimento de 27,2 milhões de reais,.

## Inicio da construção e inauguração
No ano de 2007 foram iniciadas as primeiras ações para o início das obras da barragem, indenização aos moradores das comunidades Betúlia, Macambira e Sucavão dos Custodios(Comunidade totalmente tomada pelas águas da barragem), também foram indenizados proprietários de terras, onde, futuramente as águas se dispersariam. Depois de 2 anos a Barragem foi inaugurada no dia 30 de março de 2009 pela então governadora da época Wilma de Faria

## Capacidade e Benefícios
Com capacidade para 90 milhões de metros cúbicos. A mesma foi construída para a contenção das águas do Rio Jundiaí assim evitando as enchentes na cidade Macaíba.
A barragem trouxe benefícios às comunidades próximas a construção, alavancando o turismo na região, ocorreram alguns eventos como uma edição da "Corrida de Canoas", para os moradores também servi como área de lazer, e gera a sustentabilidade de pescadores que se beneficiaram com a construção da mesma.